# Abborrtjärnen (Fjärås socken, Halland, 638656-129200)
Abborrtjärnen är en sjö i Kungsbacka kommun i Halland och ingår i Rolfsåns huvudavrinningsområde. Sjön är 8,6 meter djup, har en yta på 0,01 kvadratkilometer och är belägen 105 meter över havet.